# 宋維新

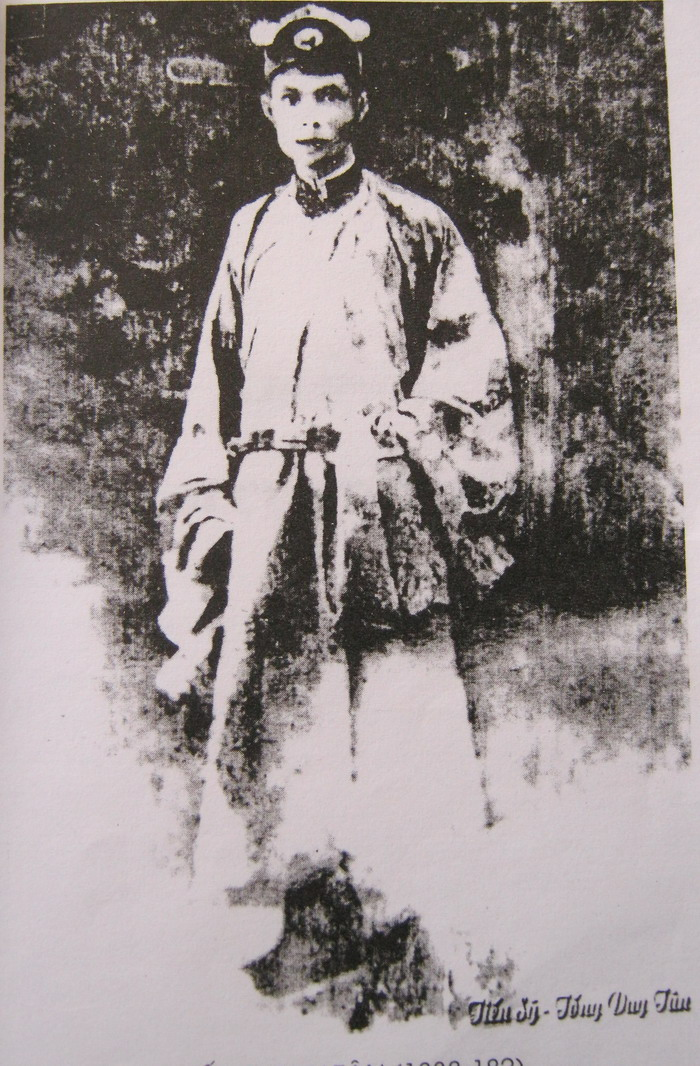
宋維新

宋維新（越南语：／；1837年—1892年11月23日）是越南阮朝時期的一位官員，也是越南抗法勤王運動的文紳起義軍領袖之一。

## 生平
宋維新是清化省廣化府永祿縣汴上總東汴社（今清化省永祿縣永新社）人。嗣德二十三年（1870年），參加鄉試，考中舉人。嗣德二十八年（1875年），會試中格，參加庭試，考中三甲同進士出身。後擔任清化督學的職務。
1885年，咸宜帝發起勤王運動，號召各地的越南人反抗法國的殖民統治。翌年，宋維新在清化發動起義，響應咸宜帝。在此期間，他受到咸宜帝的重用。
不久，各地的文紳軍隊遭到法國殖民政府的鎮壓，尊室說決定前往清朝求援。1888年，宋維新、陳春撰等十五人隨尊室說逃入鎮南關，投奔兩廣總督張之洞，被安置在羅定州。
1889年，宋維新得知潘廷逢在越南發動起義，遂秘密回到越南，在故鄉發動起義，反抗法國殖民統治。他與潘廷逢、督僑、督語（阮德語）的起義軍互相聲援，成為殖民政府的心腹大患。
1892年，宋維新被部下高玉醴出賣，被殖民政府逮捕，於清化處死。